# Emily Maitlis
Emily Maitlis, née le 6 septembre 1970, est une journaliste britannique et ancienne présentatrice de la BBC. Elle a été l'animatrice principale de l'émission d'actualités Newsnight sur BBC Two jusqu'à la fin de l'année 2021. Depuis, elle anime le podcast quotidien The News Agents sur LBC Radio.
Elle est mondialement reconnue pour avoir mené l'interview d'une heure avec le prince Andrew, duc d'York, diffusée sur la BBC en novembre 2019. Au cours de cet entretien, elle a interrogé le prince sur ses liens avec Jeffrey Epstein, criminel sexuel américain condamné.

## Jeunesse et éducation
Maitlis est née à Hamilton, en Ontario, au Canada, de parents britanniques d'origine juive. Sa grand-mère paternelle était une réfugiée juive ayant fui l'Allemagne nazie. Son père, le professeur Peter Maitlis, est professeur émérite de chimie inorganique à l'université de Sheffield, et sa mère, Marion Basco, est psychothérapeute à Cambridge,,,.
Sa mère a étudié le français et l'espagnol au St Hugh's College d'Oxford. En septembre 1958, sa mère enseigne le français au Cambridgeshire High School for Girls (depuis 1974 Long Road Sixth Form College.
Maitlis a grandi sur Park Avenue à Sheffield, dans le Yorkshire du Sud, avec ses deux sœurs aînées, Nicky et Sally. Elle a suivi sa scolarité à la King Edward VII School de Sheffield avant d'étudier l'anglais au Queens' College de Cambridge. Pendant ses études universitaires, elle a été active au sein de la Marlowe Society, participant à des productions telles que Doctor Faustus, dirigée par Clare Venables, aux côtés de Stuart Crossman et Dominic Rowan. Elle a obtenu son diplôme avec mention 2.1.

## Carrière

### Les premiers travaux de radio et de télévision en Extrême-Orient
Maitlis avait initialement envisagé de devenir directrice de théâtre, motivée par sa passion pour le milieu, mais elle a finalement choisi de se diriger vers la radiodiffusion. Avant de se lancer dans le journalisme d'information, elle a réalisé des documentaires au Cambodge et en Chine. Elle a travaillé pour le réseau NBC, étant basée à Hong Kong.
Elle a passé six ans à Hong Kong, collaborant avec TVB News et NBC Asia, d’abord en tant que journaliste économique réalisant des documentaires, puis en tant que présentatrice couvrant l’effondrement des économies des Tigres asiatiques en 1997. Elle a également couvert le transfert de souveraineté de Hong Kong pour Channel 4 aux côtés de Jon Snow. Par la suite, elle a rejoint Sky News au Royaume-Uni en tant que correspondante spécialisée dans les affaires, avant de rejoindre BBC London News lors de la relance du programme en 2001.

### Carrière à la BBC
En 2005, Emily Maitlis a animé l'émission The National Lottery: Come And Have A Go. Elle a été une présentatrice régulière sur BBC News de 2006 à 2016, et a également présenté BBC Breakfast ainsi que STORYFix, un programme humoristique sur l'actualité. En 2007, elle a brièvement été rédactrice collaboratrice pour The Spectator, mais cette nomination a été annulée par la direction de BBC News.
En 2012, elle a couvert les élections américaines sur BBC One et BBC News Channel. En 2016, elle a animé l'émission This Week's World sur BBC Two. Maitlis est devenue l'une des présentatrices principales de Newsnight en 2018, après avoir rejoint l'émission comme remplaçante en 2006. Elle a également publié Airhead: The Imperfect Art of Making News en 2019, un livre sur la production d'actualités télévisées,.
L'interview de 2019 avec le prince Andrew, concernant ses liens avec Jeffrey Epstein, a eu un impact considérable et a conduit à la démission du prince de ses fonctions royales. Cette interview a remporté plusieurs prix en 2020 et a inspiré un film en 2024. Maitlis a également été l'une des employées les mieux payées de la BBC cette année-là,,,.
Depuis 2020, elle coanime le podcast Americast avec Jon Sopel, qui analyse la politique américaine et a rencontré un grand succès au Royaume-Uni,.

### Après la carrière à la BBC
Le 22 février 2022, Maitlis a annoncé sa démission de la BBC après avoir signé avec Global, la société mère de LBC . Elle a lancé un podcast quotidien et une émission de radio commune avec l'ancien journaliste de la BBC, Jon Sopel. Dans un discours prononcé au Festival de télévision d'Édimbourg 2022, Maitlis a mis en garde les journalistes contre l'autocensure au nom de la réticence à affronter les critiques populistes.
The News Agents, un podcast quotidien de Global Media présenté par Maitlis, Jon Sopel et Lewis Goodall, a été lancé le 30 août 2022. L’édition d’ouverture, intitulée Trump – Prison ou président ? , consacré à l' enquête du FBI sur la gestion des documents présidentiels par Donald Trump, avec Anthony Scaramucci, l'ancien directeur des communications de la Maison Blanche, en tant qu'invité.
En mai 2023, Maitlis a été présentée dans un documentaire en deux parties de Channel 4 intitulé Andrew: The Problem Prince ; qui explore les événements qui ont conduit à la tristement célèbre interview du prince Andrew à Newsnight en 2019.
En novembre 2023, Maitlis a été nommée productrice exécutive de A Very Royal Scandal, Maitlis étant interprétée par Ruth Wilson et Michael Sheen dans le rôle du prince Andrew.
Maitlis a animé la couverture nocturne des élections générales britanniques de 2024 pour Channel 4 aux côtés de Krishnan Guru-Murthy.

## Allégations de partialité
Lors d'une discussion sur Newsnight concernant le Brexit le 15 juillet 2019, un téléspectateur a allégué que Maitlis avait « ricané et intimidé » le chroniqueur Rod Liddle . Maitlis avait accusé Liddle d'écrire des chroniques contenant « du racisme occasionnel constant semaine après semaine » et avait demandé à Liddle s'il se décrirait comme raciste. L'unité des plaintes de la BBC a confirmé la plainte déposée contre elle, reconnaissant qu'elle avait été « persistante et personnelle » dans ses critiques à l'égard de Liddle, « la laissant ainsi exposée à l'accusation selon laquelle elle n'avait pas été impartiale » dans la discussion entre Liddle, partisan du Brexit, et son adversaire anti-Brexit, Tom Baldwin . L’Unité des plaintes n’a pas estimé que Maitlis avait manqué d’impartialité. Le commentateur conservateur Douglas Murray a décrit ce segment comme « davantage une fusillade au volant qu'une interview »,,.
Le 27 mai 2020, la BBC a déclaré que l'introduction de Maitlis à Newsnight la nuit précédente, qui discutait des allégations selon lesquelles le conseiller en chef du Premier ministre, Dominic Cummings, avait enfreint les restrictions de confinement, « ne répondait pas à nos normes d'impartialité ». La BBC a déclaré dans un communiqué : « La BBC doit respecter les normes les plus élevées d'impartialité dans sa production d'informations. Mme Maitlis a commencé l'émission en déclarant que M. Cummings avait « enfreint les règles ». Elle n'a pas présenté Newsnight ce jour-là, demandant à prendre congé la nuit. Le 3 septembre 2020, un rapport de l'Editorial Complaints Unit de la BBC a également statué contre Maitlis dans cette affaire, affirmant que les commentaires de Maitlis « allaient au-delà d'une tentative d'établir l'ordre du jour du programme » et que la « nature définitive et parfois critique du langage » avait « placé le présentateur plus près d'un côté du débat » et donc « ne répondait pas aux normes requises en matière d'exactitude ou d'impartialité »,.
En février 2021, Maitlis a été critiquée pour son manque d'impartialité après avoir partagé un tweet de Piers Morgan qui condamnait le gouvernement. Andrew Bridgen, membre du Parti conservateur, a déclaré que le journaliste de la BBC semblait ignorer les directives d'impartialité. Dans sa conférence MacTaggart d'août 2022 au Festival de télévision d'Édimbourg, Maitlis a réfléchi à l'incident, affirmant que les rédacteurs en chef de la BBC avaient initialement été élogieux. Lors de sa conférence, Maitlis a également mis en doute la rapidité avec laquelle la BBC a présenté ses excuses. Le lendemain, après une plainte du bureau du Premier ministre, la BBC a présenté ses excuses et a supprimé le segment de son service de streaming.

## Vie personnelle
Maitlis est mariée au gestionnaire d'investissement Mark Gwynne, qui est catholique et originaire de la région rurale de Waters Upton, dans le nord-est du Shropshire,,. Ils se sont rencontrés alors qu'ils travaillaient à Hong Kong. Ils vivent à Kensington, à Londres, et ont deux fils,,,.
Maitlis est une coureuse passionnée  et une ambassadrice célèbre de WellChild. Elle parle couramment le français, l'espagnol et l'italien.
Maitlis a présenté le dîner annuel 2012 du World Jewish Relief au Guildhall de Londres. Bien que ses parents soient juifs, elle a déclaré qu'elle n'était « pas très pratiquante ».

### Harceleur criminel
En 2002, il a été révélé qu'Emily Maitlis avait été harcelée pendant plus de dix ans par Edward Vines, un ancien camarade de l'université, qui se présentait sur son lieu de travail. Reconnu coupable de harcèlement, il a été condamné à quatre mois de prison, mais libéré en raison du temps déjà passé en détention provisoire. Une ordonnance restrictive a alors été mise en place.
En septembre 2016, Vines a écopé de trois ans de prison pour avoir enfreint cette ordonnance. En janvier 2018, il a de nouveau été condamné à trois ans et neuf mois de prison pour avoir envoyé des lettres et des e-mails à Maitlis et à sa mère. En septembre 2019, alors incarcéré à la prison de Ranby, il a plaidé non coupable à une nouvelle accusation de violation de l'ordonnance, pour laquelle il a été condamné en février 2020 à trois années supplémentaires de prison.
En juillet 2022, Vines a été reconnu coupable d'avoir tenté à nouveau de contacter Maitlis et sa mère par courrier depuis la prison, ce qui lui a valu une peine supplémentaire de huit ans d'emprisonnement.
Dans une interview accordée à BBC Radio 5 Live, Maitlis a comparé le harcèlement à long terme à une maladie chronique.

## Récompenses
En 2012, Maitlis a reçu un doctorat honorifique de l'Université de Sheffield. Elle a remporté le prix de journaliste de radiodiffusion de l'année aux London Press Club Awards 2017  et le prix de présentatrice de réseau de l'année aux RTS Television Journalism Awards en 2019 et 2020, Elle a reçu le prix allemand Hanns Joachim Friedrichs en 2020.

## Publications
- Emily Maitlis, Airhead: the imperfect art of making news, Michael Joseph, 2019 (ISBN 978-0-241-36285-3, OCLC 1079207867)